# Референдум о ЛГБТ+ у образовању у Мађарској 2022.
Референдум у Мађарској одржан је 3. априла 2022. године, заједно са парламентарним изборима.
Док је огромна већина важећих гласова била „не” на четири референдумска питања, удео важећих гласова био је испод потребних 50% да би се резултат сматрао валидним.

## Позадина
Референдум је расписао Фидес, владајућа странка владе у Мађарској, а описан је као питања заштите деце у вези са ЛГБТ+ правима након притиска Европске уније (ЕУ) у вези са законодавством за које ЕУ каже да дискриминише ЛГБТ+ особе.
Овај Закон је описан као да „меша [и изједначава] хомосексуалност и педофилију, а делом је направљен по узору на Закон у Русији који забрањује такозвану „геј пропаганду” међу малолетницима. Закон у Мађарској иде даље, тако да је „промовисање или приказивање” хомосексуалности или промене рода малолетницима прекршај. Такође ограничава сексуално образовање у школама на организације које је одобрила влада”.
У саопштењу које је објавила Канцеларија председника Републике, Адер је рекао (саопштење у целости): „Народна скупштина Мађарске је једногласно гласала 9. новембра 2021. да дозволи одржавање референдума на дан општих избора. „Законски услови за одржавање референдума постоје за четири питања о којима је референдум покренут. „Узимајући у обзир рокове предвиђене законима о изборном и референдумском поступку, референдум о четири предметна питања и општи избори могу се одржати истовремено 3. или 10. априла. „С обзиром на то, одредио сам референдум о четири питања наведена у Резолуцији Скупштине 32/2021 од 30. новембра за 3. април 2022.”
Опозициони политичари су били уздржани од гласања о резолуцији.

## Предложене промене
Четири питања су:
- Да ли подржавате наставу сексуалне оријентације малолетницима у јавним образовним установама без сагласности родитеља?
- Да ли подржавате промоцију терапије промене рода за малолетну децу?
- Да ли подржавате неограничено излагање малолетне деце сексуално експлицитном медијском садржају који може утицати на њихов развој?
- Да ли подржавате приказивање медијског садржаја за промену рода малолетницима?

## Критике
Делове закона који су у питању на референдуму осудиле су групе за људска права и означиле их као „снажну анти-ЛГБТ реторику” и „намерну да ограниче права мањина”. Групе за људска права такође су саопштиле да ће референдум вероватно повећати дискриминацију и стигматизацију ЛГБТ заједнице у Мађарској и отежати живот ЛГБТ деци.
ЕУ је увелико критиковала ове предлоге због кршења члана 21 Повеље ЕУ о темељним правима. У овом члану се наводи да „стигматизација ЛГБТ+ особа представља јасно кршење њиховог основног права на достојанство, како је предвиђено Повељом ЕУ и међународним правом.” Председница Европске комисије Урзула фон дер Лајен описала је нацрт као дискриминаторан и „срамотан”.
Лука Дудиц, члан извршног одбора Друштва Хатер, највеће и најстарије ЛГБТ организације у Мађарској, рекао је да је овај референдум „још једно средство комуникационе кампање Виктора Орбана”. Она је за Euronews рекла: „Ако желите да усвојите контроверзни Закон, требало би да победите на референдуму пре тога”.
Заједничко саопштење 10 ЛГБТ+ група и група за људска права у Мађарској, укључујући Параду поноса у Будимпешти и Amnesty International Hungary, позвало је грађане да дају неважеће одговоре на референдуму, заокружујући и „да” и „не” за свако питање како би се „помогло да се осигура да владин референдум о искључивању не достигне праг валидности.”

## Резултати

### Излазност
| 7.00  | 9.00   | 11.00  | 13.00  | 15.00  | 17.00  | 18.30  | Укупно |
| ----- | ------ | ------ | ------ | ------ | ------ | ------ | ------ |
| 1,79% | 10,17% | 25,46% | 39,55% | 52,18% | 62,23% | 67,06% | 68,75% |